# Tom Clancy’s The Division
Tom Clancy’s The Division – strzelanka trzecioosobowa stworzona przez studio Ubisoft Massive i wydana przez Ubisoft na platformy PC, PlayStation 4 i Xbox One. Premiera odbyła się 8 marca 2016. Tłem fabularnym gry jest epidemia, na którą zapadają mieszkańcy Stanów Zjednoczonych. Gracz wciela się w agenta grupy zwanej „The Division”, której celem jest opanowanie paniki jaka wybuchła w Nowym Jorku.

## Anulowane kontynuacje
W planach było stworzenie bezpłatnego spin-offa osadzonego w świecie The Division, który miało stworzyć studio Red Storm Entertainment, wespół z RedLynx oraz rumuńskim oddziałem Ubisoftu. Akcja Tom Clancy’s The Division Heartland miała się rozgrywać w fikcyjnym miasteczku Silver Creek, położonym na północnym zachodzie Stanów Zjednoczonych. Miała też zawierać dwa tryby gry wieloosobowej (player vs. player oraz player vs. enemy). Po wielu opóźnieniach kierownictwo Ubisoftu w 2024 roku ogłosiło anulowanie prac nad Heartland.